# Army of Lovers (singolo)
Army of Lovers è il primo singolo del cantante britannico Lee Ryan, pubblicato il 24 luglio 2005 come primo estratto dal suo primo album Lee Ryan.

## Descrizione
Il brano ha raggiunto la posizione numero 3 nella classifica inglese, ma il maggior riscontro il brano l'ha avuto in Italia dove il disco è rimasto in vetta alla classifica per quattro settimane consecutive.

## Classifiche
| Posizione | 01 | 01 | 01 | 01 | 02 | 06 | 05 | 08 | 12 | 18 | 15 | 26 | 26 | 35 |